# Tchatkalophantes mongolicus
Tchatkalophantes mongolicus là một loài nhện trong họ Linyphiidae. Loài này được phát hiện ở Mông Cổ.